# 滨海县 (冰岛)
滨海县是冰岛的一个旧县，位于西峡湾区。